# 비리얼 정리
역학에서 비리얼 정리(영어: virial theorem)는 일반적 역학계에서 평균 운동 에너지와 평균 위치 에너지가 서로 비례한다는 정리이다. 이를 사용하여, 해석적으로 풀 수 없는 계의 경우에도 평균 총 운동 에너지를 쉽게 계산할 수 있다.
만약 계가 열적 평형에 있다면, 통계역학적으로 평균 운동 에너지를 계의 온도와 관련지을 수 있다. 그러나 비리얼 정리는 온도의 정의에 구애받지 않으며, 열역학적 평형 상태에 있지 않은 계에 대해서도 적용할 수 있다.

## 정의
심플렉틱 다양체 {\displaystyle (M,\omega )} 위에 국소 좌표 {\displaystyle (q^{i},p_{i})}를 잡자.
{\displaystyle \omega =\sum _{i}dq^{i}\wedge dp_{i}}
그렇다면 비리얼 {\displaystyle G}를 다음과 같이 정의하자.
{\displaystyle G=\sum _{i}q^{i}p_{i}}
이 경우, 해밀턴 방정식에 따라서
{\displaystyle {\dot {G}}=\sum _{i}({\dot {q}}^{i}p_{i}+q^{i}{\dot {p}}_{i})=\sum _{i}v^{i}p_{i}+\sum _{i}F_{i}q^{i}}
가 된다. 여기서 {\displaystyle H}는 계의 해밀토니언이며,
{\displaystyle v^{i}={\frac {\partial H}{\partial p_{i}}}}
{\displaystyle F_{i}=-{\frac {\partial H}{\partial q^{i}}}}
는 각각 일반화 속도와 일반화 힘이다. 따라서, 만약 어떤 선형 평균 연산 {\displaystyle \langle \cdots \rangle }에 대하여
{\displaystyle \langle {\dot {G}}\rangle =0}
이라면,
{\displaystyle 0=\langle {\dot {G}}\rangle =\langle \sum _{i}v^{i}p_{i}\rangle +\langle \sum _{i}F_{i}q^{i}\rangle }
이다. 이를 비리얼 정리라고 한다.
평균 연산 {\displaystyle \langle \cdots \rangle }은 하나의 계의 시간 변화에 따른 평균일 수도 있고, 아니면 어떤 앙상블에 대한 평균일 수도 있다.

### 비상대론적 입자
{\displaystyle N}개의 점입자들이 각각 위치 {\displaystyle \mathbf {r} _{i}}에, 질량 {\displaystyle m_{i}}를 가지고, 이 계의 해밀토니언이
{\displaystyle H=\sum _{i}{\frac {\mathbf {p} _{i}^{2}}{2m_{i}}}+V_{\text{tot}}(\mathbf {r} _{1},\dots ,\mathbf {r} _{N})}
이라고 하자. 이 경우, 비리얼 {\displaystyle G}은 다음과 같다.
{\displaystyle G=\sum _{i=1}^{N}\mathbf {p} _{i}\cdot \mathbf {r} _{i}}
이 경우,
{\displaystyle \mathbf {F} _{i}={\dot {\mathbf {p} }}_{i}=-{\frac {\partial V_{\text{tot}}}{\partial \mathbf {r} ^{i}}}}
{\displaystyle \mathbf {v} ={\dot {\mathbf {r} }}_{i}}
{\displaystyle \sum _{i}\mathbf {v} _{i}\cdot \mathbf {p} _{i}=2T}
이므로, 비리얼 정리는 다음과 같다.
{\displaystyle 0=2\left\langle T\right\rangle +\sum _{i=1}^{N}\left\langle \mathbf {F} _{i}\cdot \mathbf {r} _{i}\right\rangle }
여기서 Fi
는 {\displaystyle i}번째 입자에 작용하는 힘이다.
만약 위치 에너지가
{\displaystyle V_{\text{tot}}(\mathbf {r} _{1},\dots ,\mathbf {r} _{N})=\sum _{1\leq i<j\leq N}\alpha \|\mathbf {r} _{i}-\mathbf {r} _{j}\|^{n}}
의 꼴이라면,
{\displaystyle \sum _{i}\mathbf {F} _{i}\cdot \mathbf {r} _{i}=-\sum _{i\neq j}nV(\|\mathbf {r} _{i}-\mathbf {r} _{j}\|){\frac {(\mathbf {r} _{i}-\mathbf {r} _{j})\cdot \mathbf {r} _{i}}{\|\mathbf {r} _{i}-\mathbf {r} _{j}\|^{2}}}=-\sum _{i\neq j}nV(\|\mathbf {r} _{i}-\mathbf {r} _{j}\|){\frac {\|\mathbf {r} _{i}-\mathbf {r} _{j}\|^{2}+(\mathbf {r} _{i}-\mathbf {r} _{j})(\mathbf {r} _{i}+\mathbf {r} _{j})}{2\|\mathbf {r} _{i}-\mathbf {r} _{j}\|^{2}}}=-nV_{\text{tot}}}
이다. 따라서, 이 경우 비리얼 정리는 다음과 같다.
{\displaystyle 2\langle T\rangle =n\langle V_{\text{tot}}\rangle }
다시 말해, 계의 평균 운동 에너지 {\displaystyle \langle T\rangle }는 위치 에너지 {\displaystyle V_{\text{tot}}}와 비례한다.
특히, 만유인력과 쿨롱 법칙의 경우 {\displaystyle n=-1}이며,
{\displaystyle 2\langle T\rangle =-\langle V_{\text{tot}}\rangle }
이다.

### 상대론적 입자
상대론적 입자의 경우
{\displaystyle T=\sum _{i}\gamma _{i}m_{i}c^{2}=\sum _{i}m_{i}c^{2}{\sqrt {\mathbf {p} _{i}^{2}/m_{i}^{2}+1}}}
이다. 따라서,
{\displaystyle 0=\langle \sum _{i}\mathbf {v} ^{i}\cdot \mathbf {p} _{i}\rangle +\langle \sum _{i}\mathbf {F} _{i}\cdot \mathbf {r} ^{i}\rangle }
이다. 이 경우
{\displaystyle {\frac {\mathbf {v} _{i}\cdot \mathbf {p} _{i}}{(\gamma _{i}-1)m_{i}v_{i}^{2}}}=1+1/\gamma _{i}\in [1,2]}
이므로,
{\displaystyle {\frac {\langle \sum _{i}\mathbf {F} _{i}\cdot \mathbf {r} ^{i}\rangle }{\langle T\rangle -\sum _{i}m_{i}c^{2}}}\in [1,2]}
이다. 만약 {\displaystyle |v_{i}|\ll c}일 경우 이는 2에 더 가까워지고, {\displaystyle v_{i}\lesssim c}일 경우 이는 1에 더 가까워진다.

### 비리얼이 상수일 조건
비리얼 정리는 {\displaystyle \langle {\dot {G}}\rangle =0}인 경우에 성립한다. 다양한 물리계에서 이 조건이 실제로 성립하는데, 그 이유는 다음과 같다.
{\displaystyle \langle \cdots \rangle _{\tau }}가 긴 시간 {\displaystyle 0\leq t\leq \tau } 동안의 평균이라고 하자. 안정적인 계의 경우, 계의 상태가 어떤 콤팩트 집합 {\displaystyle K\subset M} 속에서 존재하게 된다. 그렇다면 비리얼 {\displaystyle G}는 {\displaystyle K} 위의 연속함수이므로, 상한과 하한을 갖는다.
{\displaystyle \min _{K}G=G_{\min }\leq G(t)\leq G_{\max }=\max _{K}G}
따라서, 이를 매우 오랜 시간 {\displaystyle \tau }동안 평균을 취한다면, {\displaystyle \langle {\dot {G}}\rangle _{\tau }}는 0으로 수렴한다.
{\displaystyle |\langle {\dot {G}}\rangle _{\tau }|={\frac {1}{\tau }}\left|\int _{0}^{\tau }{\dot {G}}\right|={\frac {|G(\tau )-G(0)|}{\tau }}\leq {\frac {G_{\max }-G_{\min }}{\tau }}}
{\displaystyle \lim _{\tau \to \infty }\langle {\dot {G}}\rangle _{\tau }=0}
시간에 대한 평균 대신, {\displaystyle \langle \cdots \rangle }이 어떤 앙상블에 대한 평균이라고 할 수도 있다. 이 경우, {\displaystyle \langle {\dot {G}}\rangle =0}이라는 조건은 앙상블이 열역학적 평형에 있을 때 총족된다.

### 양자역학에서의 비리얼 정리
비리얼 정리는 비록 고전역학에서 유도되었지만 양자역학에서도 성립한다. 이 경우 평균 연산은 에너지 고유상태에서의 기댓값이며, 에너지 고유상태에서는 {\displaystyle \langle {\dot {G}}\rangle =0}이다.

### 전자기장의 비리얼 정리
전자기장이 포함된 계에서도 비리얼 정리를 적용할 수 있으며, 다음과 같다.
입자들과 전자기장으로 구성된 계의 경우, 비리얼은
{\displaystyle G=\sum _{i=1}^{N}\mathbf {p} _{i}\cdot \mathbf {r} _{i}+\iiint _{V}\mathbf {r} \cdot \mathbf {P} _{\text{em}}\,d^{3}\mathbf {r} }
이다. 여기서 {\displaystyle \mathbf {P} }는 포인팅 벡터(전자기장의 운동량 밀도)이다. 그렇다면 비리얼 정리는 다음과 같다.
{\displaystyle {\dot {G}}=2T-\iint _{\partial V}\mathbf {r} \cdot p\,d{\hat {\mathbf {n} }}}
여기서 T는 계의 총 운동 에너지이며, 다음을 포함한다.
- 계에 속한 입자들의 운동 에너지
- 계의 열 에너지 (미시적 운동 에너지)
- 계의 전자기장의 에너지

pik는 계의 총 압력 텐서로, 입자에 의한 압력과 전자기장으로 인한 압력을 통칭하며 다음과 같다.
{\displaystyle p_{ik}=\sum n^{\sigma }m^{\sigma }\langle v_{i}v_{k}\rangle ^{\sigma }-V_{i}V_{k}\sum m^{\sigma }n^{\sigma }+\left({\frac {\varepsilon _{0}E^{2}}{2}}+{\frac {B^{2}}{2\mu _{0}}}\right)-\left(\varepsilon _{0}E_{i}E_{k}+{\frac {B_{i}B_{k}}{\mu _{0}}}\right)}
여기서 처음 두 항은 유체의 압력, 나머지 두 항은 전자기장의 압력을 나타낸다.

## 응용
비리얼 정리는 천문학에서 자주 응용되며, 특히 중력계의 운동 에너지나 열 에너지와 관련된 중력 위치 에너지에서 자주 이용된다.

### 항성과 행성계
질량이 {\displaystyle m}인 입자들로 구성된 구형 항성을 생각하자. 이 경우, 항성의 질량 {\displaystyle M} · 반지름 {\displaystyle R} · 입자 평균 속도 {\displaystyle v} 사이에는 비리얼 정리로부터 유도되는 다음과 같은 상관관계가 존재한다.
{\displaystyle {\frac {3}{5}}{\frac {GM}{R}}={\frac {3}{2}}{\frac {k_{B}T}{m_{p}}}={\frac {1}{2}}v^{2}}
{\displaystyle M={\frac {5}{6}}{\frac {v^{2}R}{G}}}
여기서 {\displaystyle G}는 중력 상수, {\displaystyle k_{B}}는 볼츠만 상수, {\displaystyle m_{p}}는 양성자 질량이다. 상수 인자 (3/5 나 1/2 등)들은 계에 따라서 다를 수 있다.
계의 질량이 계의 중심에 집중되어 있다면, 반지름에 대한 질량 함수 {\displaystyle M(R)}는 상수 함수가 된다. 예를 들어, 태양계의 경우 대부분의 질량이 태양에 집중되어 있다. 이 경우,
{\displaystyle R^{-1}\propto v^{2}}
가 되는데, 이것은 케플러 제3 법칙이다.

### 백색왜성
비리얼 정리를 사용하여, 백색 왜성의 찬드라세카르 한계를 유도할 수 있다.

### 은하와 은하단

삼각형자리 은하의 회전곡선. 관측된 회전곡선은 관측할 수 있는 질량의 분포와 어긋나며, 이를 통해 암흑 물질의 존재를 유추할 수 있다.

비리얼 정리는 은하와 은하단에 응용할 수 있다. 은하를 구성하는 항성의 속도는 도플러 효과를 통해 직접적으로 관측할 수 있다. 은하단의 중심에서 {\displaystyle r}만큼 떨어져 있는 항성의 평균 속력이 {\displaystyle v(r)}라고 하자. 이 함수를 은하의 회전곡선이라고 하며, 이는 반지름 {\displaystyle r}의 구면 속에 포함된 총 질량{\displaystyle M(r)}와 비리얼 관계를 갖는다. 즉, 은하의 회전곡선을 관찰하여 은하의 질량 분포를 유추할 수 있다.
실제 은하의 관측 결과에 따르면, {\displaystyle v(R)}는 전자기파로 관측할 수 있는 질량 분포에 비하여 더 천천히 감소한다. 이는 전자기파로 관찰할 수 없는 막대한 질량이 은하의 바깥쪽까지 존재하고 있다는 것을 의미한다. 이러한 질량을 구성하는 미지의 물질을 암흑 물질이라고 한다.
은하단의 경우에도, 마찬가지로 은하단을 구성하는 은하의 속력을 측정하여, 은하단의 질량 분포를 계산할 수 있다.

### 플라스모이드의 수명
플라스모이드는 자기장과 플라스마의 유한한 배열이다. 전자기장을 포함하는 계의 비리얼 공식에서, 좌변의 면적분은 아무런 바깥 힘이 없는 경우 0이다. 우변의 항들은 모두 양수이므로, 계의 비리얼은 항상 증가하게 된다. 즉, 바깥 힘이 작용하지 않는 플라스모이드는 항상 팽창하여 희석된다.
플라스모이드의 평균 수명 {\displaystyle \tau }는 다음과 같이 근사할 수 있다. 플라스모이드의 총 질량이 {\displaystyle M}이며, 크기가 {\displaystyle R}라고 하자. 그렇다면 관성 모멘트는 대략
{\displaystyle I\sim MR^{2}}
이며, 비리얼 공식의 좌변은 {\displaystyle \sim MR^{2}/\tau ^{2}}이 된다. 우변의 항들의 합은 대략 {\displaystyle \sim pR^{3}}이다 ({\displaystyle p}는 자기·플라스마 압력). 따라서
{\displaystyle MR^{2}/\tau ^{2}\sim pR^{3}}
이므로,
{\displaystyle \tau \sim {\sqrt {M/pR}}\sim R/c_{s}}
여기서
{\displaystyle c_{s}\sim {\sqrt {p/\rho }}\sim {\sqrt {pR^{3}/M}}}
은 이온 음파(또는 만약 자기 압력이 플라스마 압력보다 높을 때는 알프벤 파)의 속력이다. 따라서 플라스모이드의 평균 수명은 음파가 플라스모이드 전체를 오가는 시간과 대략 일치한다.

## 역사와 어원
비리얼 정리는 실수(real number)에 대한 라그랑주 항등식
{\displaystyle {\begin{aligned}{\biggl (}\sum _{k=1}^{n}a_{k}^{2}{\biggr )}{\biggl (}\sum _{k=1}^{n}b_{k}^{2}{\biggr )}-{\biggl (}\sum _{k=1}^{n}a_{k}b_{k}{\biggr )}^{2}&=\sum _{i=1}^{n-1}\sum _{j=i+1}^{n}(a_{i}b_{j}-a_{j}b_{i})^{2}\\&{\biggl (}={\frac {1}{2}}\sum _{i=1}^{n}\sum _{j=1,j\neq i}^{n}(a_{i}b_{j}-a_{j}b_{i})^{2}{\biggr )}\end{aligned}}}
으로부터 즉각 유도된다.
비리얼 정리의 초기 형태는 조제프루이 라그랑주가 1772년 출판한 "Essay on the Problem of Three Bodies"에 등장한다. 이를 카를 야코비가 일반화시켜 고전적 비리얼 정리와 거의 같게 만들었다. 나중에 제임스 클러크 맥스웰, 레일리 경, 앙리 푸앵카레, 수브라마니안 찬드라세카르, 엔리코 페르미, 폴 레도, 유진 파커등에 의해 일반화되고 널리 알려졌다.
비리얼 정리를 이용해 찬드라세카르 한계를 유도할 수 있다.
프리츠 츠비키가 은하에 비리얼 정리를 적용하였고, 이를 통해 최초로 암흑 물질의 존재를 제안하였다.
1870년에 루돌프 클라우지우스가 강의를 하면서 "비리얼"이라는 용어 및 비리얼 정리를 도입하였다. 영어: virial 비리얼[*]은 라틴어: vīs 비스[*](힘, 에너지)에서 유래한다.

## 같이 보기
- 에너지 등분배법칙
- 에렌페스트 정리